# ハリル・アルハヤ

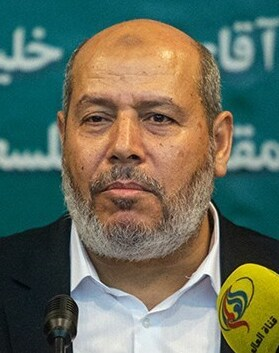
ハリル・アルハヤ (2022年撮影)

ハリル・アルハヤ (英語:Khalil al-Hayya、1960年 - )は、イスラム原理主義ハマースの最高幹部で、ハマース政治副局長。

## 経歴
ハリルは1960年にパレスチナ自治区ガザ地区にて生まれた。学生組合や労働組合で複数の役職を歴任し、2006年にはパレスチナ立法評議会 （PLC）議員に選出された。

### 暗殺未遂
2007年にハリルを狙った暗殺未遂があり、彼の妻と3人の子供を含む彼の親戚の多くがイスラエル軍によって殺害された。

### 2024年以降
ハリル・アルハヤは2023年ハマスによるイスラエル攻撃を計画したメンバーの1人で、この作戦を事前に知っていた数少ない人物とされている。 現在、アル・ハイヤは、ドーハで進行中の「イスラエル」との間接的な停戦交渉でハマースの代表団を率いている。ハマースはまた、彼を会談の代表としてエジプトに送った。2024年9月にヤヒヤ・シンワルが殺害されるとハマースの指導部に選出された。現在はカタールの首都ドーハに滞在しているとされているがカタール政府は否定している。